# جی. آر. آلدو
آلدو رُزانو گراتسیاتی (ایتالیایی: Aldo Rossano Graziati؛ ۵ ژانویهٔ ۱۹۰۵ – ۱۴ نوامبر ۱۹۵۳) یک فیلم‌بردار اهل ایتالیا بود.

## بخشی از فیلم‌شناسی
- ۱۹۵۱ - فردا هم روز خداست
- ۱۹۵۴ - احساس (فیلم ۱۹۵۴)
- ۱۹۵۲ - سه داستان ممنوعه
- ۱۹۵۲ - اتلو (فیلم ۱۹۵۲)
- ۱۹۵۲ - اومبرتو دی
- ۱۹۵۱ - معجزه در میلان
- ۱۹۴۸ - زمین می‌لرزد
- ۱۹۴۸ - صومعه پارم